# Cratere Kerwan
Kerwan  è un cratere sulla superficie di Cerere.

## Scoperta e caratteristiche

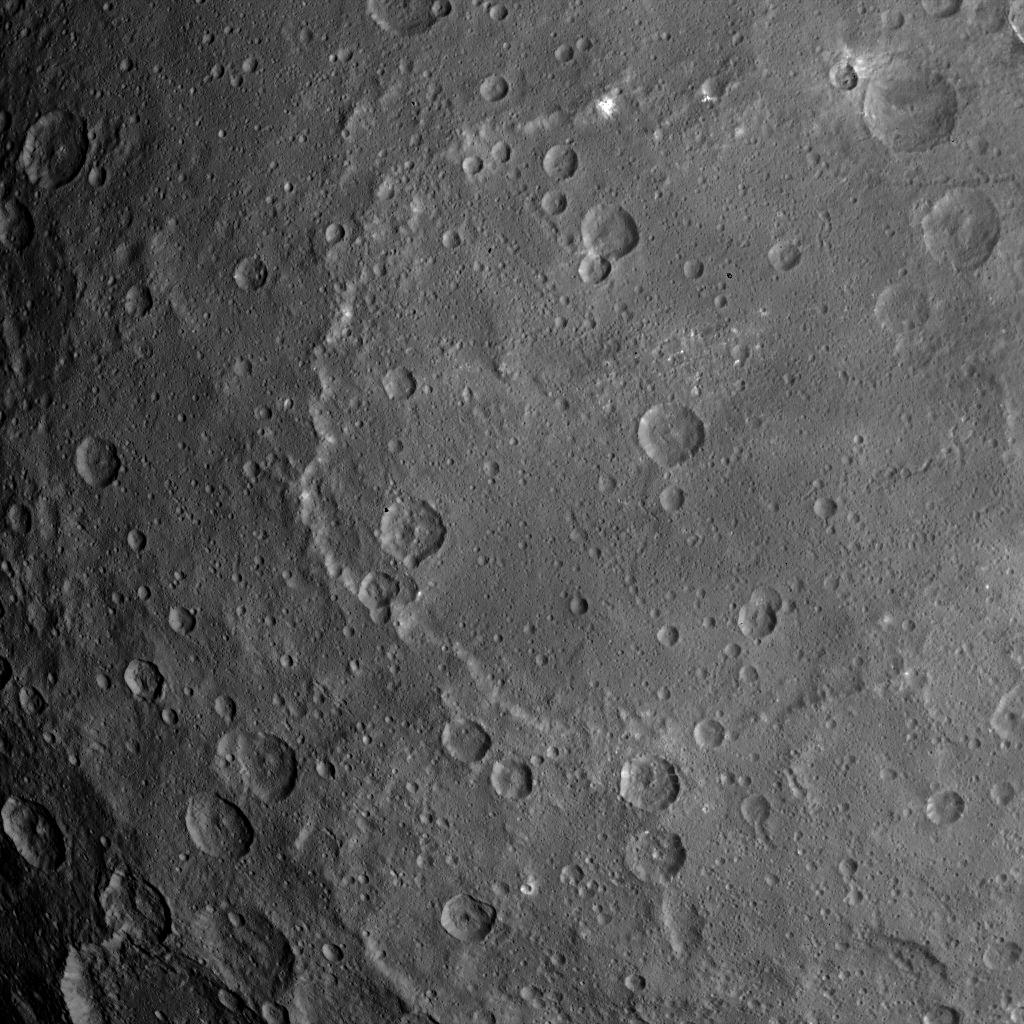
Il cratere Kerwan; il nord è a destra

Kerwan è il maggiore dei crateri oggi noti di Cerere e la più ampia delle sue strutture di superficie. Fu scoperto il 19 febbraio del 2015 analizzando le immagini prodotte dalla sonda Dawn mentre si stava avvicinando alla superficie del pianetino. La profondità del cratere è relativamente modesta rispetto alla sua ampiezza, e manca di un picco centrale. Quest'ultimo, se è mai esistito, potrebbe essere stato distrutto da un impatto più recente che produsse all'interno di Kerwan un cratere secondario di circa 15 km. È probabile che Kerwan sia relativamente antico se confrontato con il resto della superficie di Cerere, perché le altre strutture topografiche identificabili nei suoi dintorni gli si sovrappongono.

## Il nome
Il cratere è stato battezzato prendendo il nome da Kerwan, uno spirito della mitologia Hopi. La denominazione venne approvata dalla IAU il 3 luglio 2015.